# グロリア (U2の曲)
「グロリア」（Gloria）はU2の「October」のオープニングソングにしてアルバムからの2ndシングル。「October」全体にいえることだが、当時、宗教とロックの狭間で揺れていたボノ、エッジ、ラリーの心境を反映し、宗教的な内容となっている。

## 解説
「Gloria」とはラテン語で、「Glory（神）」の意味。サビは「Gloria in te Domine / Gloria exultate」とラテン語で歌われているが、これはボノがポール・マクギネスから借りたグレゴリオ聖歌のレコードの影響である。しかしボノはラテン語が分からなかったので、マウント・テンプル・スクール時代の同級生や先生に翻訳してもらった。他にも「Only in You I'm complete」「The door is open / You're standing there」といった聖書の言葉が散りばめられている。
またパティ・スミスのカバー経由で知ったヴァン・モリソンの「Gloria」も意識している。
アダムが初めてベースソロを披露している。

## PV
監督はメイアート・エイヴィス。ロケ地は「October」のレコーディングを行ったウインダム・レーン・スタジオ近くのグランド・セントラル運河に浮かべた荷船の上。当時、PVが珍しかったという事情も相まって、MTVでヘビーローテーションされ、U2の知名度アップに一役買った。

## ライブ
OctoberツアーからLovetownツアーの途中までセトリに入っていたU2のライブ人気曲。計350回以上ライブで演奏されている。その後しばらく演奏されなかったが、Vertigoツアーで復活し、I&Eツアーでも演奏された（その際、ヴァン・モリソンの「Gloria」を挿入している）。

## カバー
- List of covers of U2 songs - Gloria

## 評価

### イヤーオブ
1981年ホットプレス読者が選ぶ年間ベストアイリッシュシングル第4位

### オールタイム
2006年ナショナル・レビュー（アメリカ）が選ぶ歴代ベスト保守ロックソング第6位